# Iringa Urban (huyện)
Iringa Urban là một huyện thuộc vùng Iringa, Tanzania. Thủ phủ của huyện Iringa Urban đóng tại Iringa. Huyện Iringa Urban có diện tích 160 ki lô mét vuông. Đến thời điểm điều tra dân số ngày 25 tháng 8 năm 2002, huyện Iringa Urban có dân số 106371 người.